# Clementia Hiers

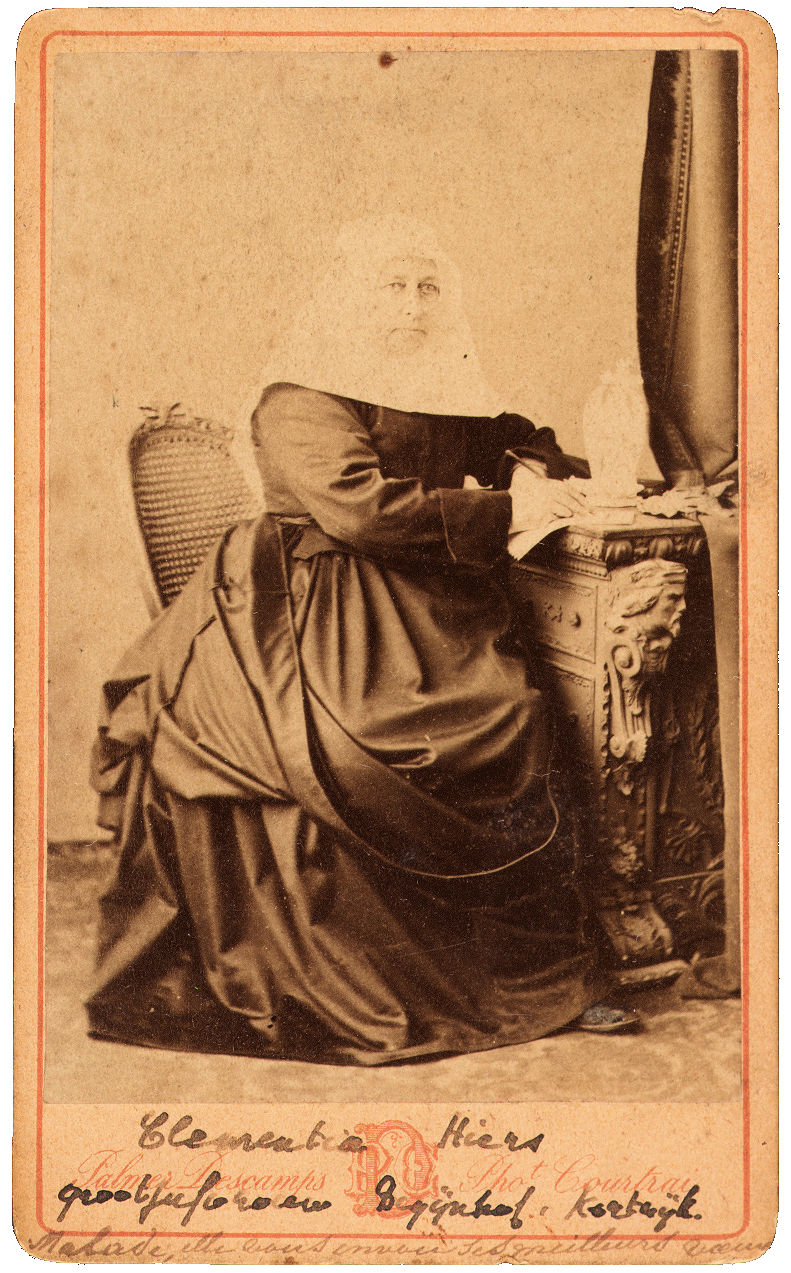
Carte de visite van Hiers

Clemence Louise Hiers, (Kortrijk, 28 augustus 1819 – aldaar, 22 december 1899) was een Belgische begijn. Clementia Hiers, zoals ze werd genoemd, was grootjuffrouw van het begijnhof van Kortrijk, dat onder haar leiding tot bloei kwam. Ze publiceerde onder meer over de geschiedenis van het begijnhof en schreef gedichten. Ze hield daarnaast tussen 1849 en 1871 een dagboek bij, dat wordt bewaard in het Rijksarchief te Kortrijk. 

## Levensloop
Clémence of Clementia Hiers was was een dochter van apotheker Charles Louis Hiers (1796-1875) en Marie Natalie Louise Reijnaert (1783-1854). Ze was het oudste kind in het katholieke gezin, na haar werden nog twee jongetjes en twee meisjes geboren.

### Leven als begijn
Eind 18e eeuw kreeg het Kortrijks begijnhof te maken met de onrusten in de Oostenrijkse Nederlanden. Er werden enkele honderden soldaten ingekwartierd (1788) en tijdens de slagen bij Kortrijk (1793, 1794) werd de grote zaal in gebruik genomen als hospitaal. De Franse revolutionairen brachten een ontkersteningspolitiek met zich mee, waarbij katholieken met beperkende maatregelen te maken kregen. De grootjuffrouw wist te voorkomen dat het begijnhof werd opgeheven door het voor een gasthuis door te laten gaan, maar het aantal begijnen liep terug. Pas rond 1840 kwam er een kentering. In 1843 traden zeven nieuwe jongedames in, onder wie Maria Noppe, Coleta Guermonprez en Clementia Hiers. 
Op 12 september 1844 legde Hiers de begijnse belofte af. Op 21 juni 1848 werd ze door de 12 begijnen die er toen woonden verkozen tot grootjuffrouw. De grootjuffrouw -ook wel overste genoemd- had de dagelijkse leiding. Als grootjuffrouw bewoonde Hiers het groothuis of huis van de Heilige Elisabeth. De grote zaal werd nog steeds door de militairen gebruikt, niet meer als hospitaal maar voor de opslag van materieel. Kort na haar aantreden stuurde Hiers een brief naar het stadsbestuur om het gebruik over de zaal terug te krijgen. De soldaten moesten eruit en als dat niet zou gebeuren, zou ze de poorten van het begijnhof sluiten. Ze vroeg ook om een vergoeding over de tijd dat de zaal door het leger was gebruikt. Het hof had niet alleen schade geleden doordat ze zelf de zaal niet konden gebruiken, maar bovendien waren de huisjes rond de zaal door het dagelijks rumoer van de soldaten onverhuurbaar gebleven. De soldaten vertrokken en, na een aantal jaren flink aandringen, kwam er inderdaad een vergoeding.
Hiers hervormde het leven op het begijnhof, op haar initiatief werden vernieuwde statuten (1852) en Ceremonieboek of Ceremonieel (1853) ingevoerd. In de statuten, een soort huishoudelijk reglement, werden onder meer zaken geregeld rond het bestuur van het hof, de kleding en huisraad van de begijnen van over het leven van de begijnen en de rechten en plichten van de grootjuffrouw. In het Ceremonieboek werden zaken geregeld rond onder meer de liturgie van de reguliere erediensten en die met feestdagen, de vieringen van jubilea van begijnen en de gang van zaken rond het overlijden van een begijn. Uit de Regel blijkt dat hoewel de grootjuffrouw werd ondersteund door een assistent, onderoverste of gezellin genoemd, en zij werden bijgestaan door een gekozen raad van vier begijnen, zij als overste verantwoordelijk was voor de belangrijkste beslissingen. De grootjuffrouw hield toezicht op zowel geestelijk als materieel gebied. Zij besloot over het aannemen van novices en benoemingen tot kosteres, portierster, zangeres en een aantal andere functies, was verantwoordelijk voor de verhuur van de huisjes op het hof en verzorgde de administratie. Ze ging minimaal twee keer per jaar op huisbezoek bij haar begijnen, die zij kon bestraffen en bij overtreding van de Regel wegsturen. Ze moest uiteraard wel verantwoording afleggen over het door haar gevoerde beleid.
Op aangeven van bisschop Malou werd in 1860 door Hiers de broederschap van de heiligen Apollonia, Margaretha en Godelieve opgericht. Ter gelegenheid hiervan maakte Constant Devreese een Apolloniabeeld voor de begijnhofkerk.
In 1891 werd het 650-jarig jubileum van het begijnhof gevierd. Hiers liet de lokale beeldhouwer Valère Dupont een standbeeld maken van stichteres Johanna van Constantinopel, gravin van Vlaanderen. Er werd op 30 juni 1891 een plechtige mis opgedragen, een feestbanket aangeboden en het standbeeld onthuld. Twee jaar later stond Hiers zelf in het middelpunt van de belangstelling, ter gelegenheid van haar 50-jarig kloosterjubileum (1893). Er werd door een aantal vooraanstaande dames een feest georganiseerd, van wie ze een gebedenboek kreeg aangeboden, begeleid door een gedicht van priester-dichter Guido Gezelle.
Rond 1875 was de grote zaal aan herstel toe. Hiers riep de hulp in van oud-leerlingen en er werd een loterij georganiseerd. Met het opgebrachte geld kon het gebouw worden onderstut. Twintig jaar later was verdere restauratie nodig. In 1897 liet ze de grote zaal aanpakken, een jaar later gevolgd door het groothuis. Ze betaalde de restauratie ditmaal uit eigen zak. Voor het werk had ze de hulp ingeroepen van beeldhouwer Dupont, die onder meer de oude kaleilagen van de gevels verwijderde, waarna ze werden geschilderd in imitatiebaksteen- en natuursteen. Op een gedenksteen in de gevel van de grote zaal worden de namen van Hiers en uitvoerder Dupont vermeld. Hij maakte ook het nisbeeld van Onze-Lieve-Vrouw, dat boven de entree van de grote zaal is geplaatst.
In 1898 vierde Clementia Hiers haar gouden jubileum als grootjuffrouw. Ze overleed eind 1899, op 80-jarige leeftijd. De Gazette van Kortrijk schreef een in memoriam. Een voor haar door Dupont gemaakt gepolychromeerd beeld van de heilige Eligius werd kort na haar overlijden overgedragen aan de Sint-Maartenskerk in Kortrijk.

### Onderwijs
Traditiegetrouw waren de begijnen actief in het geven van onderwijs. Onder Hiers kwamen in 1849 twee Zwitserse begijnen naar Kortrijk en begonnen een borduurschool. De school werd al na een aantal maanden gesloten, na klachten van ouders dat hun dochters betaald zouden moeten worden voor hun dagelijks werk. In 1853 opende Hiers het Institution Sainte Marie, een privéschool, waar ze samen met Marie Noppe aan zo'n 30 tot 40 leerlingen lesgaf in Nederlands, Frans, Engels, godsdienst, aardrijkskunde, kalligrafie, recitatie en wiskunde. In 1868 droeg Hiers het instituut over aan anderen en opende een avondschool voor jonge fabrieksarbeidsters. De meisjes kregen daar gratis les in naaien handwerken, zingen en reciteren.

## Lieve dicht en prozawerkjes

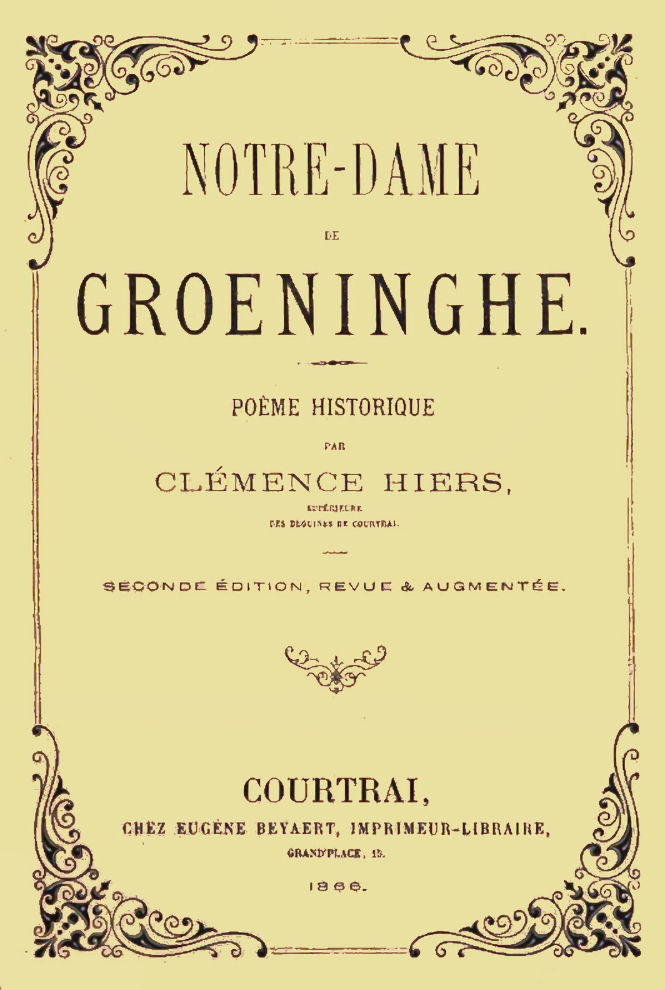
Notre Dame de Groeninghe (2e druk, 1866)

Hiers publiceerde meerdere malen. Tijdgenoot Theodoor Sevens noemde Hiers "een begaafde vrouw, die zowel in het Vlaamsch als in het Fransch lieve dicht- en prozawerkjes liet verschijnen". Ze schreef in 1862 het gedichtenboekje Notre-Dame de Groeninghe : poème historique, dat ze opdroeg aan Onze-Lieve-Vrouw van Groeninge, die in de Kortrijkse Sint-Michielskerk wordt vereerd: "Het is de dankbaarheid voor de verkregen gunsten aan de voeten van het miraculeuze beeld van Onze-Lieve-Vrouw van Groeninghe, die mij ertoe bracht het gedicht te schrijven dat ik met vertrouwen aan het publiek presenteer, en waarvan het historische gedeelte ontleend is aan het werk van de eerwaarde pater Possoz, gepubliceerd in 1859. – Moge de Koningin der Maagden mijn werk zegenen, zodat het in de harten van degenen die het zullen lezen, een vonk van liefde voor haar zal toevoegen, en ik het doel dat ik mijzelf gesteld heb, volledig zal hebben bereikt."
Grootjuffrouw Hiers schreef verder het boekje Het beggijnhof van Kortrijk (1887), dat in 1938 werd herdrukt in verband met het 700-jarig bestaan van het begijnhof, en het toneelstuk Bernadette et l'Immaculée Conception (1889). Ze schreef meerdere gelegenheidsgedichten, waaronder Hoe fier was men in Kortrijkstad, dat ze schreef voor Guido Gezelle, die in 1889 werd benoemd tot ridder in de Leopoldsorde. Ze breidde het gedicht uit toen hij later dat jaar de pauselijke onderscheiding Pro Ecclesia et Pontifice ontving.
Enkele publicaties
- 1862 Notre-Dame de Groeninghe : poème historique. Kortrijk: E. Beyaert.
- 1865 Origine de la dévotion au sacrécoeur de Jésus. Kortrijk: E. Beyaert.
- 1971 Dévotion au Sacré Coeur de Jésus, son origine. Kortrijk: E. Beyaert.
- 1873 Notre Dame de Lourdes : poème historique. Kortrijk: E. Beyaert.
- 1887 Het beggijnhof van Kortrijk. Kortrijk: E. Beyaert.
- 1889 Bernadette et l'Immaculée Conception. Brugge: Vandenberghe-Denaux.
- 1896 Ter blijde gedachtenis der zilveren Bruiloft van Joufrouw Maria Vandenberghe, gevierd in het Beggijnhof te Kortrijk op 1 sten October van het jaar onzes Heeren 1896. Kortrijk: Drukkerij Wed. Jules Gernaey.

## Galerij

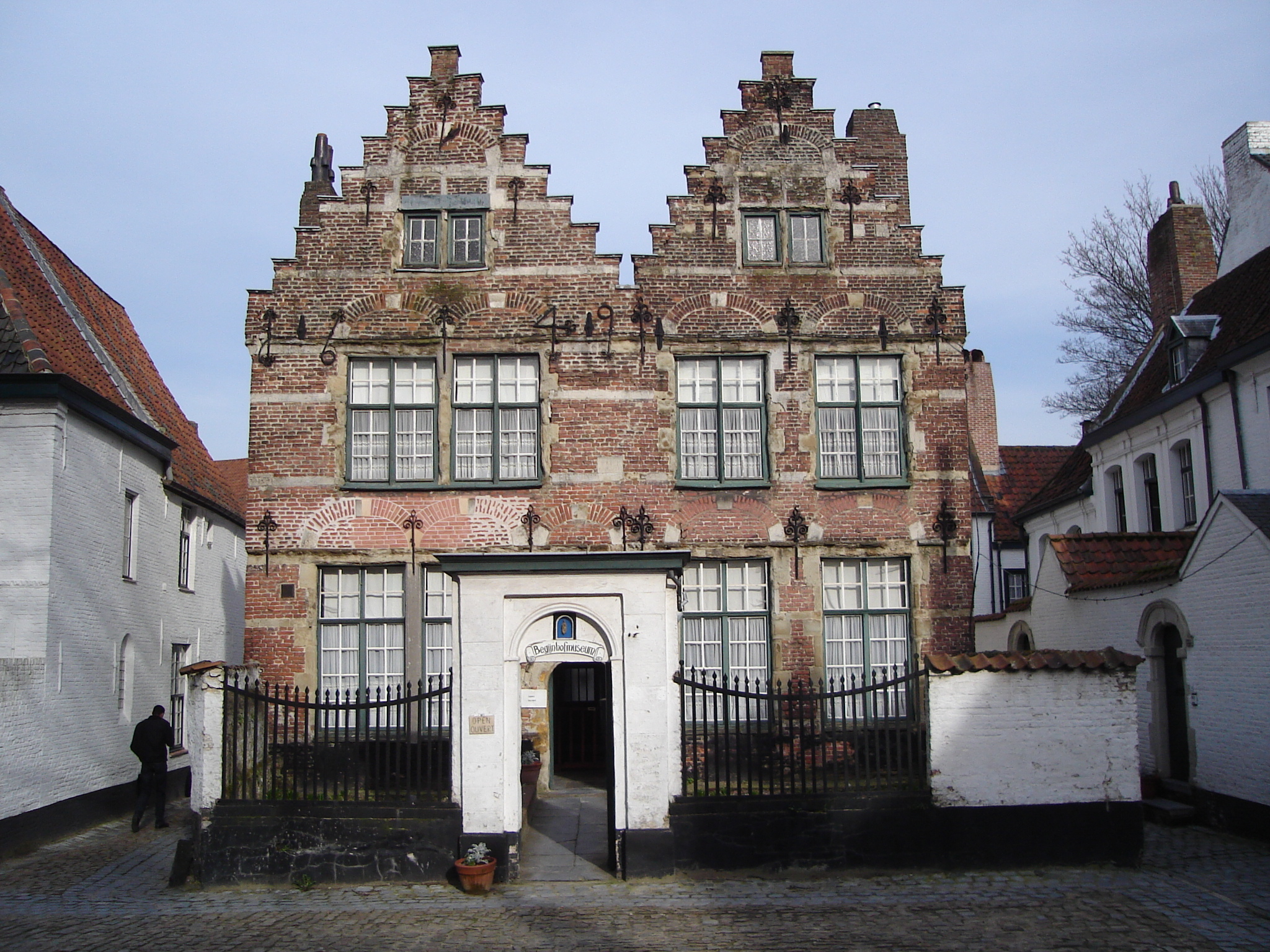
Het groothuis op het begijnhof
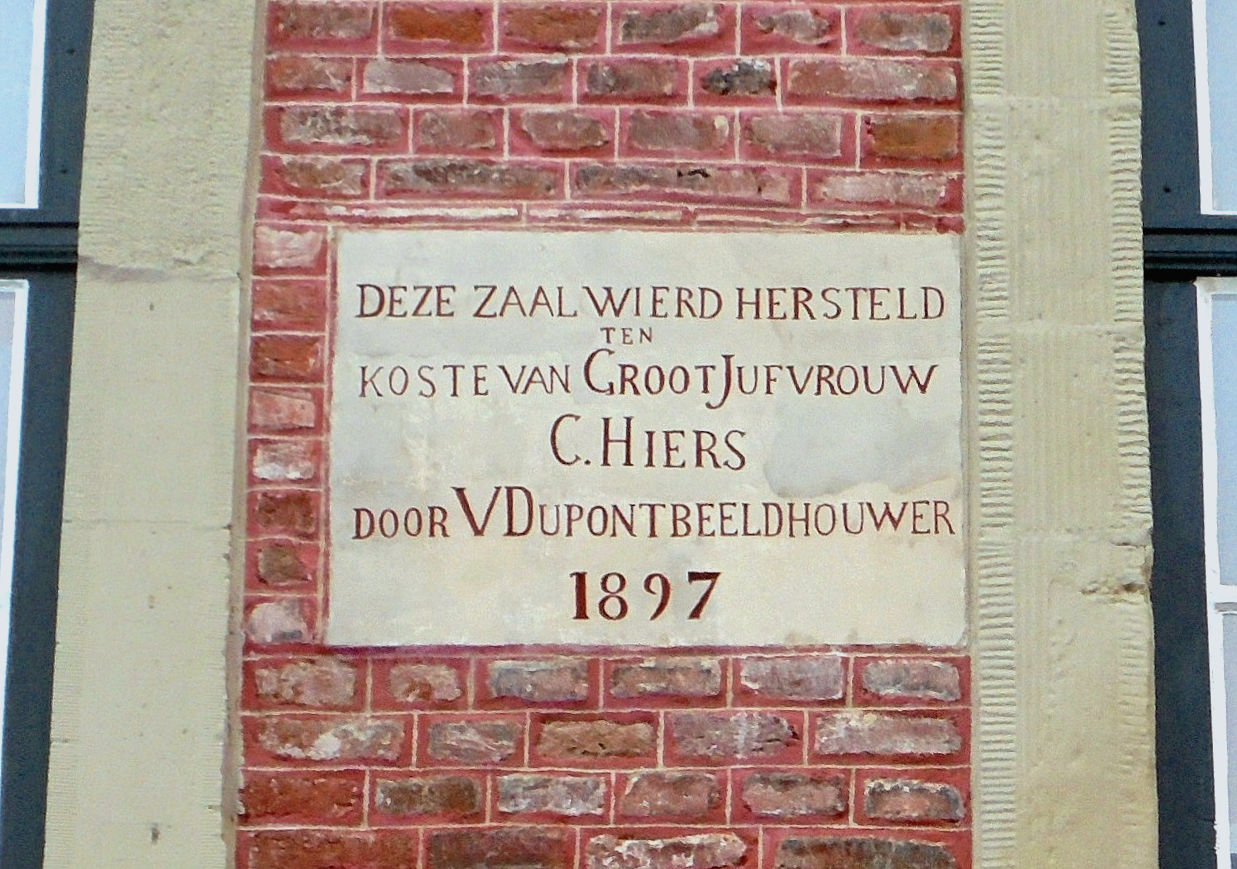
Gedenksteen in de gevel van de Grote Zaal (1897)
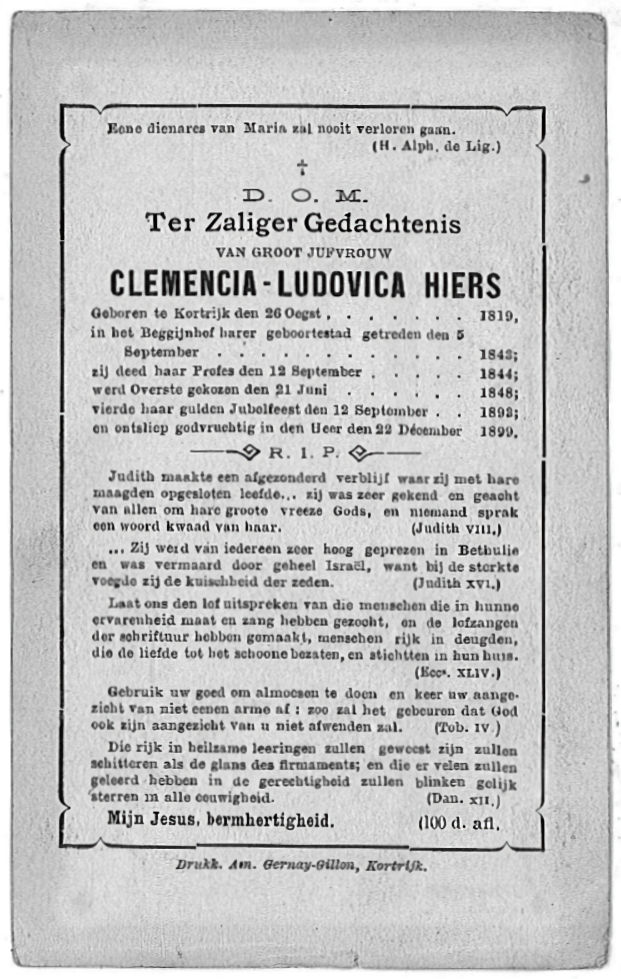
Bidprentje (1899)

- Digitale Bibliotheek voor de Nederlandse Letteren: hier002
- Virtual International Authority File: 282625091